# جواو كليبر
جواو كليبر (بالبرتغالية: João Kléber‏) هو مقدم تلفزيوني برازيلي، ولد في 2 أغسطس 1957 في ساو باولو في البرازيل.

## وصلات خارجية
- جواو كليبر على موقع IMDb (الإنجليزية)